# Млаковаць
45°22′ пн. ш. 15°35′ сх. д. / 45.37° пн. ш. 15.58° сх. д.
Млаковаць (хорв. Mlakovac) — населений пункт у Хорватії, у Карловацькій жупанії у складі громади Крняк.

## Населення
Населення за даними перепису 2011 року становило 118 осіб.
Динаміка чисельності населення поселення: